# Función beta

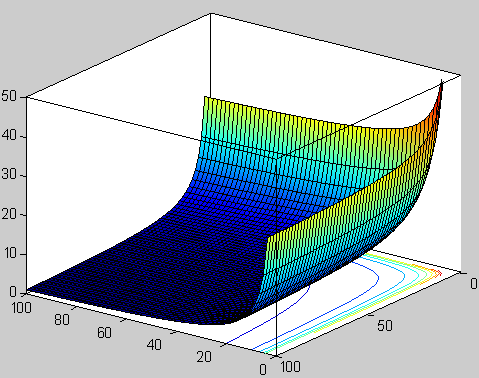
Función beta. Representación de la función para valores reales positivos de y.

En matemáticas, la función beta, también llamada integral de Euler de primer orden, es una función especial estrechamente relacionada con la función gamma y los coeficientes binomiales. Está definida como la integral
{\displaystyle \beta (x,y)=\int _{0}^{1}t^{x-1}(1-t)^{y-1}dt}
para {\displaystyle x,y\in \mathbb {C} } tales que {\displaystyle {\text{Re}}(x)>0} y {\displaystyle {\text{Re}}(y)>0}.
La función beta fue estudiada originalmente por Euler y Legendre. No obstante, su nombre le fue dado por Jacques Binet.

## Propiedades
La función beta es simétrica, esto es 
{\displaystyle \beta (x,y)=\beta (y,x)}
para toda {\displaystyle x} y {\displaystyle y}.
La función beta se relaciona con la función gamma mediante
{\displaystyle \beta (x,y)={\frac {\Gamma (x)\Gamma (y)}{\Gamma (x+y)}}}
La función beta también está relacionada con los coeficientes binomiales. Si {\displaystyle x,y\in \mathbb {Z} ^{+}} entonces de la propiedad anterior se sigue que
{\displaystyle \beta (x,y)={\frac {(x-1)!(y-1)!}{(x+y-1)!}}={\frac {x+y}{xy{\binom {x+y}{x}}}}}

## Relación con la función gamma
Para verificar que se cumple la identidad 
{\displaystyle \mathrm {B} (x,y)={\frac {\Gamma (x)\Gamma (y)}{\Gamma (x+y)}}}
consideremos el producto de dos factoriales
{\displaystyle {\begin{aligned}\Gamma (x)\Gamma (y)&=\int _{u=0}^{\infty }u^{x-1}e^{-u}du\int _{v=0}^{\infty }v^{y-1}e^{-v}dv\\&=\int _{v=0}^{\infty }\int _{u=0}^{\infty }u^{x-1}v^{y-1}e^{-u-v}dudv\end{aligned}}}
Haciendo el cambio de variables {\displaystyle u=zt} y {\displaystyle v=z(1-t)} se obtiene
{\displaystyle {\begin{aligned}\Gamma (x)\Gamma (y)&=\int _{z=0}^{\infty }\int _{t=0}^{1}e^{-z}(zt)^{x-1}(z(1-t))^{y-1}zdtdz\\&=\int _{z=0}^{\infty }e^{-z}z^{x+y-1}dz\int _{t=0}^{1}t^{x-1}(1-t)^{y-1}dt\\&=\Gamma (x+y)\mathrm {B} (x,y)\end{aligned}}}
Dividiendo ambos lados de la igualdad entre {\displaystyle \Gamma (x+y)} se obtiene el resultado deseado.

## Derivadas
Tenemos que la derivada de la función beta pueden expresarse en términos de la función digamma y las función poligamma pues
{\displaystyle {\partial  \over \partial x}\mathrm {B} (x,y)=\mathrm {B} (x,y)\left({\Gamma '(x) \over \Gamma (x)}-{\Gamma '(x+y) \over \Gamma (x+y)}\right)=\mathrm {B} (x,y)(\psi (x)-\psi (x+y))}
donde {\displaystyle \psi (x)} es la función digamma.

## Otras identidades y fórmulas
La integral que define a la función beta puede ser escrita de distintas formas, incluyendo las siguientes
{\displaystyle {\begin{aligned}\mathrm {B} (x,y)&=2\int _{0}^{\pi /2}(\operatorname {sen} \theta )^{2x-1}(\cos \theta )^{2y-1}d\theta \\&=\int _{0}^{\infty }{\dfrac {t^{x-1}}{(1+t)^{x+y}}}\,dt\\&=n\int _{0}^{1}t^{nx-1}(1-t^{n})^{y-1}dt\end{aligned}}}
donde en la última identidad {\displaystyle n\in \mathbb {R} ^{+}}. (Uno puede pasar de la primera identidad a la segunda haciendo el cambio de variable {\displaystyle t=\tan ^{2}(\theta )}).
La función beta puede ser escrita como una suma infinita como
{\displaystyle \mathrm {B} (x,y)=\sum _{n=0}^{\infty }{\frac {\binom {n-y}{n}}{x+n}}}
y como un producto infinito como
{\displaystyle \mathrm {B} (x,y)={\frac {x+y}{xy}}\prod _{n=1}^{\infty }\left(1+{\frac {xy}{n(x+y+n)}}\right)^{-1}}

## Aplicación
Dado que {\displaystyle \Gamma (1)=1}, se deduce de la definición de la función beta y de la primera propiedad enunciada que
{\displaystyle \mathrm {B} \left({\frac {1}{2}},{\frac {1}{2}}\right)=\pi =\Gamma ^{2}\left({\frac {1}{2}}\right)}
de donde {\displaystyle \Gamma (1/2)={\sqrt {\pi }}}.
Supongamos que {\displaystyle n} es un entero no negativo y queremos calcular
{\displaystyle \int _{0}^{\pi /2}\cos ^{n}(t)dt}
Entonces podemos
{\displaystyle \int _{0}^{\pi /2}\cos ^{n}(t)\,dt=\int _{0}^{\pi /2}\cos ^{2(n+1)/2-1}(t)\,\operatorname {sen} ^{2(1/2)-1}(t)dt={\frac {1}{2}}\,\mathrm {B} \left({\frac {n+1}{2}},{\frac {1}{2}}\right).}
Usando la segunda propiedad de la función beta, tenemos
{\displaystyle \mathrm {B} \left({\frac {n+1}{2}},{\frac {1}{2}}\right)={\frac {\Gamma \left({\frac {n+1}{2}}\right)\Gamma \left({\frac {1}{2}}\right)}{\Gamma \left({\frac {n}{2}}+1\right)}}={\frac {{\sqrt {\pi }}\,\Gamma \left({\frac {n+1}{2}}\right)}{\Gamma \left({\frac {n}{2}}+1\right)}}}
De manera que
{\displaystyle \int _{0}^{\pi /2}\cos ^{n}(t)\,dt={\frac {{\sqrt {\pi }}\,\Gamma \left({\frac {n+1}{2}}\right)}{2\,\Gamma \left({\frac {n}{2}}+1\right)}}={\begin{cases}\displaystyle {\frac {2^{2k}(k!)^{2}}{(2k+1)!}}&\ \mathrm {si} \ n=2k+1;\\\displaystyle {\frac {\pi \,(2k)!}{2^{2k+1}(k!)^{2}}}&\ \mathrm {si} \ n=2k.\end{cases}}}

## Función beta incompleta
La función beta incompleta es una generalización de la función beta, se define como
{\displaystyle \mathrm {B} (x;\,a,b)=\int _{0}^{x}t^{a-1}\,(1-t)^{b-1}\,dt}
Para {\displaystyle x=1}, la función beta incompleta coincide con la función beta completa. La relación existente entre las dos funciones es como la que hay entre la función gamma y su generalización, la función gamma incompleta.
La función beta incompleta regularizada (o función beta regularizada para abreviar) está definida en términos de la función beta incompleta y de la función beta completa:
{\displaystyle I_{x}(a,b)={\dfrac {\mathrm {B} (x;\,a,b)}{\mathrm {B} (a,b)}}}
La función beta regularizada es la función de distribución acumulada de la distribución beta y está relacionada con la función de distribución acumulada de una variable aleatoria {\displaystyle X} con distribución binomial con parámetros {\displaystyle n} y {\displaystyle p} como
{\displaystyle F(x)=\operatorname {P} [X\leq x]=I_{1-p}(n-x,x+1)=1-I_{p}(x+1,n-x)}

### Propiedades
{\displaystyle {\begin{aligned}I_{0}(a,b)&=0\\I_{1}(a,b)&=1\\I_{x}(a,1)&=x^{a}\\I_{x}(1,b)&=1-(1-x)^{b}\\I_{x}(a,b)&=1-I_{1-x}(b,a)\\I_{x}(a+1,b)&=I_{x}(a,b)-{\frac {x^{a}(1-x)^{b}}{a\mathrm {B} (a,b)}}\\I_{x}(a,b+1)&=I_{x}(a,b)+{\frac {x^{a}(1-x)^{b}}{b\mathrm {B} (a,b)}}\end{aligned}}}

## Función Beta Multivariada
La función beta puede extenderse a una función con más de dos argumentos como
{\displaystyle \mathrm {B} (\alpha _{1},\alpha _{2},\dots ,\alpha _{n})={\frac {\Gamma (\alpha _{1})\Gamma (\alpha _{2})\cdots \Gamma (\alpha _{n})}{\Gamma (\alpha _{1}+\alpha _{2}+\cdots +\alpha _{n})}}}
Esta función beta multivariada es usada en la distribución de Dirichlet.